# Brusturi (gmina w okręgu Neamț)
Brusturi – gmina w Rumunii, w okręgu Neamț. Obejmuje miejscowości Brusturi, Groși, Poiana i Târzia. W 2011 roku liczyła 3852 mieszkańców.